# 格拉莫
格拉莫是德国梅克伦堡-前波莫瑞州的一个市镇。总面积16.21平方公里，总人口182人，其中男性96人，女性86人（2011年12月31日），人口密度11人/平方公里。